# Ричфілд (Нью-Йорк)
Ричфілд (англ. Richfield) — місто (англ. town) в США, в окрузі Отсего штату Нью-Йорк. Населення — 2065 осіб (2020).

## Демографія
Згідно з переписом 2010 року, у місті мешкало 2388 осіб у 1046 домогосподарствах у складі 650 родин. Було 1436 помешкань
Расовий склад населення:
| - 97,4 % — білих - 0,7 % — азіатів - 0,5 % — корінних американців - 0,3 % — чорних або афроамериканців |

До двох чи більше рас належало 0,9 %. Частка іспаномовних становила 0,9 % від усіх жителів.
За віковим діапазоном населення розподілялося таким чином: 21,8 % — особи молодші 18 років, 56,2 % — особи у віці 18—64 років, 22,0 % — особи у віці 65 років та старші. Медіана віку мешканця становила 46,4 року. На 100 осіб жіночої статі у місті припадало 95,6 чоловіків;  на 100 жінок у віці від 18 років та старших — 90,6 чоловіків також старших 18 років.
Середній дохід на одне домашнє господарство  становив 61 391 долар США (медіана — 49 429), а середній дохід на одну сім'ю — 75 087 доларів (медіана — 59 297). Медіана доходів становила 36 417 доларів для чоловіків та 35 655 доларів для жінок. За межею бідності перебувало 10,9 % осіб, у тому числі 13,1 % дітей у віці до 18 років та 5,6 % осіб у віці 65 років та старших.
Цивільне працевлаштоване населення становило 1114 осіб. Основні галузі зайнятості: освіта, охорона здоров'я та соціальна допомога — 28,0 %, роздрібна торгівля — 17,9 %, мистецтво, розваги та відпочинок — 11,3 %, будівництво — 10,1 %.